# Fiorinia linderae
Fiorinia linderae är en insektsart som beskrevs av Sadao Takagi 1970. Fiorinia linderae ingår i släktet Fiorinia och familjen pansarsköldlöss. Inga underarter finns listade i Catalogue of Life.